# Nagy István (labdarúgó, 1950)
Nagy István (Szeged, 1950. február 13. – 1989. december 16.) labdarúgó, kapus.

## Pályafutása
1968 és 1982 között a SZEOL AK labdarúgója volt. Az élvonalban 1968. november 3-án mutatkozott be a Bp- Honvéd ellen, ahol 0–0-s döntetlen született. Az élvonalban 99 mérkőzésen védett. 1989. december 16-án tragikus hirtelenséggel hunyt el. A szegedi Alsóvárosi temetőben nyugszik.